# Orehovlje, Kranj
Orehovlje este o localitate din comuna Kranj, Slovenia, cu o populație de 168 de locuitori.